# Interatherium

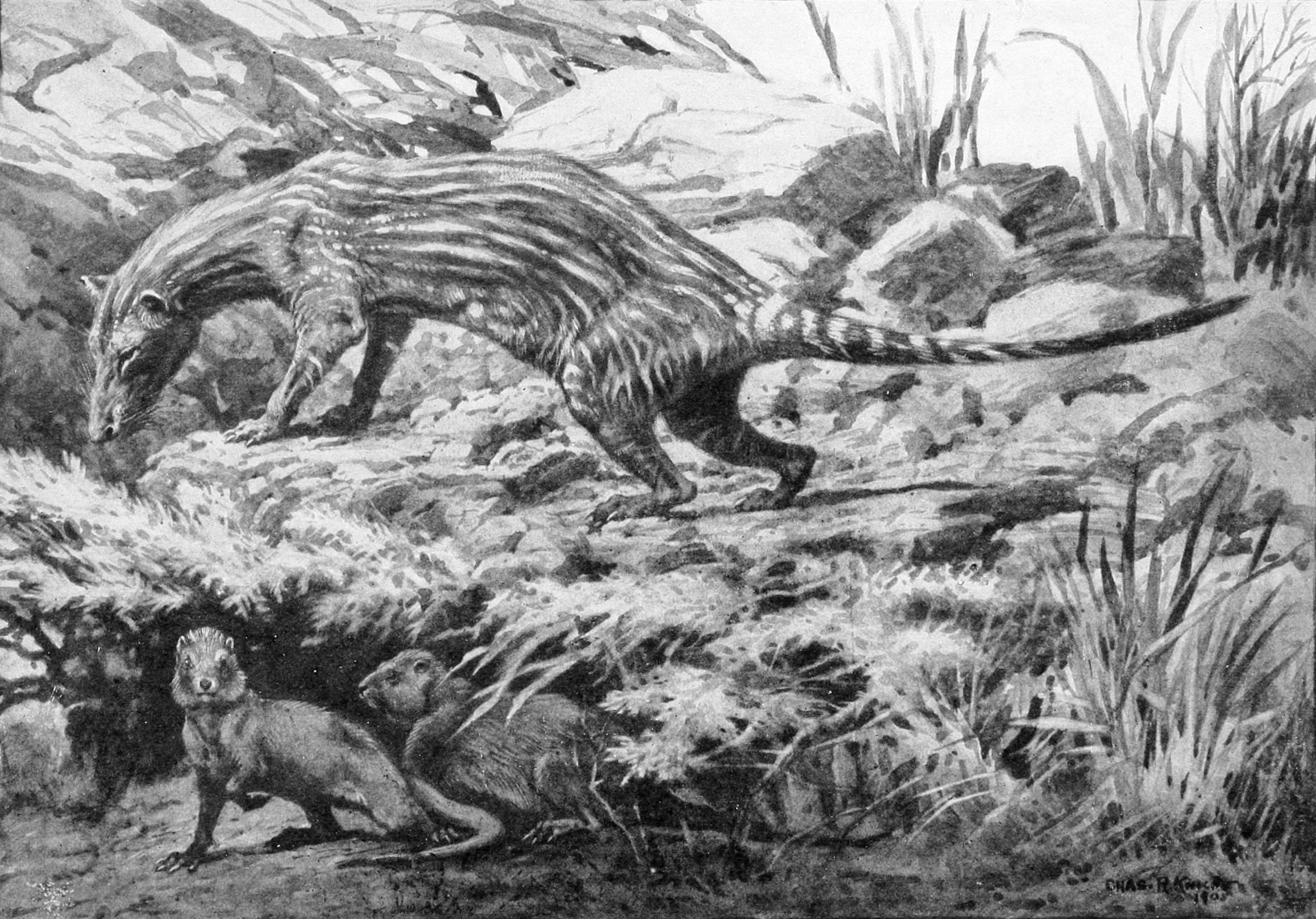
Відновлення вигляду Prothylacinus patagonicus та Interatherium robustum

Interatherium — викопний рід міжатериїдних ссавців раннього та середнього міоцену. Скам'янілості були знайдені в формаціях Санта-Крус, Колон-Кура та Сарм'єнто в Аргентині.

## Опис
Ця тварина, розміром подібного до сучасної американської норки (її було близько 40 сантиметрів у довжину без хвоста), мала досить незвичайну морфологію, якщо порівнювати її з найближчими родичами. На відміну від таких форм, як Protypotherium, Interatherium мав короткі та міцні ноги та довге тіло, схоже на тіло ласки. Передні ноги були оснащені чотирма пальцями.
Череп Interatherium був так само аберрантним: насправді він був набагато компактнішим, ніж череп інших архаїчних типів, а морда була такою, наче її розтрощили. Щелепа, зокрема, була дуже глибокою і високою, виступала назад і мала значні виїмки. Жувальний м'яз був прикріплений до великого кісткового фланця, розташованого в нижній частині щелепи, відомого як низхідний відросток. Як і інші інтерактори, Interatherium мав повну кількість зубів, включаючи 44 зуби, але відрізнявся наявністю діастеми між різцями та премолярами. Простір був підкреслений розмірами останнього різця та ікла, які були настільки малими, що в деяких екземплярах були відсутні.

## Палеобіологія
Через короткі ноги та подовжене тіло деякі палеонтологи вважають, що Interatherium міг бути твариною, яка жила в гіпогейних норах, але ноги не демонструють особливих пристосувань у цьому сенсі. Безумовно, це була травоїдна тварина, яка харчувалася листям, травою та рослинністю, що росла на рівні землі, можливо, поблизу водойм.